# 乔治·威尔金森
乔治·威尔金森（英語：George Wilkinson，1879年3月3日—1946年8月7日），英国男子水球运动员。他曾代表英国参加1908年和1912年夏季奥林匹克运动会水球比赛，获得二枚金牌。他在1920年和1924年奥运会上担任英国队的替补。